# جاستین چون
جاستین چون (انگلیسی: Justin Chon؛ زادهٔ ۲۹ مهٔ ۱۹۸۱) یک هنرپیشه اهل ایالات متحده آمریکا است. وی از سال ۲۰۰۵ میلادی تاکنون مشغول فعالیت بوده‌است.
از فیلم‌ها یا برنامه‌های تلویزیونی که وی در آن نقش داشته است می‌توان به گرگ و میش: سپیده‌دم - قسمت دوم، گرگ و میش: سپیده‌دم - قسمت اول، گرگ و میش: ماه نو، گرگ و میش، تلاش سخت و گرگ و میش: کسوف، عبور از مرز اشاره کرد.